# 三色貓

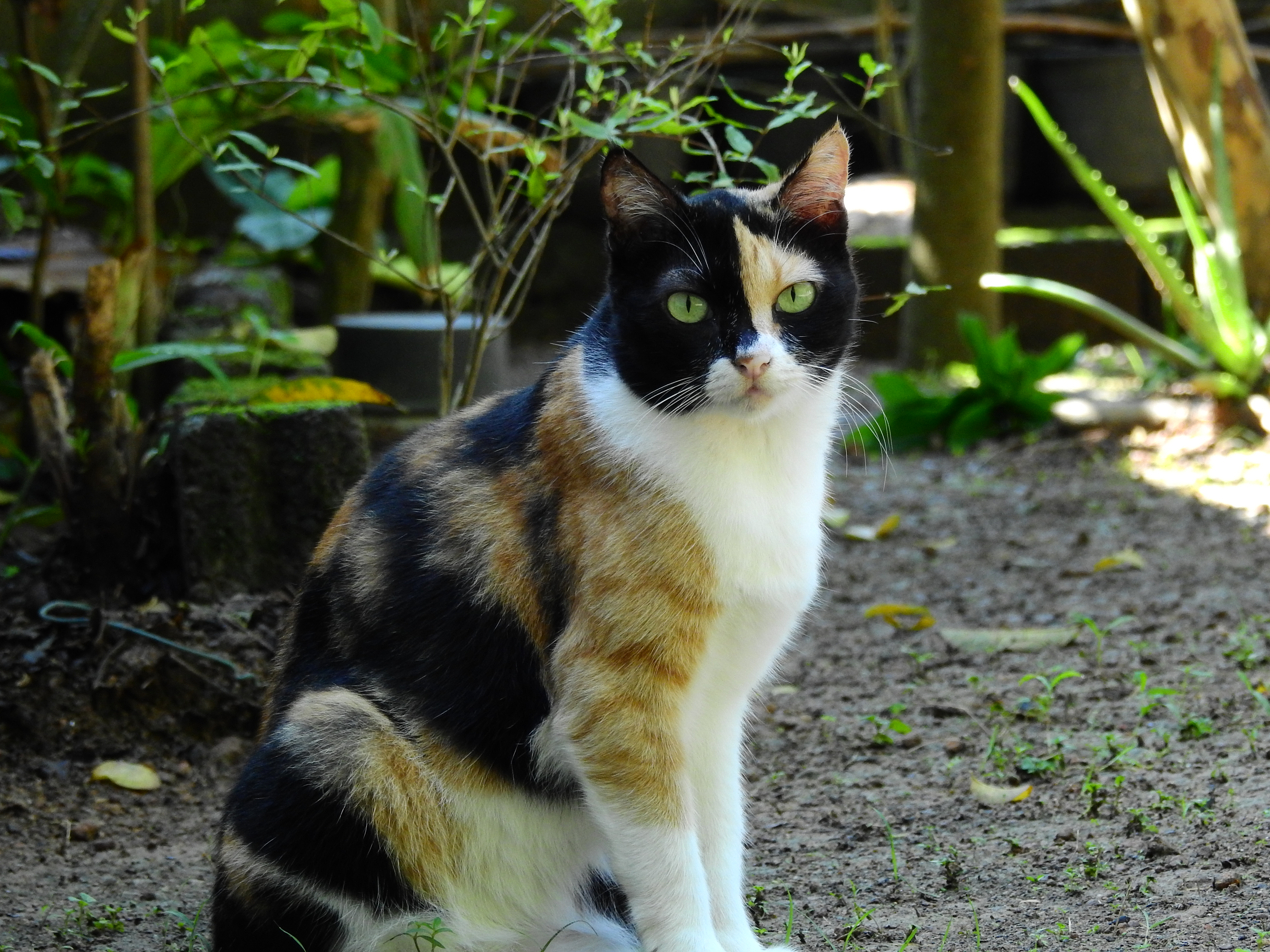
三色貓

三色貓，又叫三毛貓、玳瑁貓，也有的人稱呼它三花貓、印花布貓，指黑色、橘色與白色共存在身上的貓。

## 成因
因決定橘毛色與非橘毛色的基因位於X染色體上（導致白毛色的基因在常染色體上），且雌貓於胚胎發育期間會經歷X染色體去活化的過程，某些細胞會表現出父系X染色體的特徵，某些表現出母系X染色體的特徵，所以若雌貓的兩條X染色體各擁有橘與非橘的基因，某些區塊的毛色會因帶有非橘基因的X染色體失去活性而表現為橘色，反之為非橘色。由於正常情況下僅有雌貓擁有兩條X染色體，因此絕大部分三色貓都為雌性。
在少數的例子裡，因多出一個以上的X染色體（克蘭費爾特氏症候群）或嵌合體的情況會出現雄性三色貓，一般没有生育能力；在日本亦因為雄性三色貓稀少的緣故，將其視為一種幸運的象徵。

## 三色貓的顏色分布

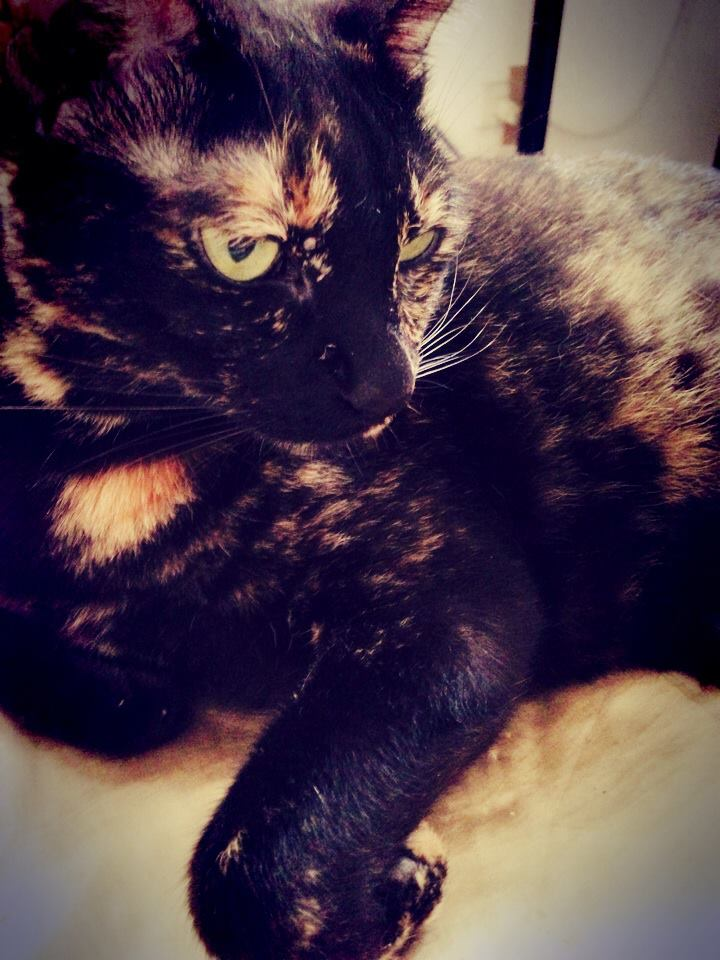
介於短及長毛間玳瑁貓
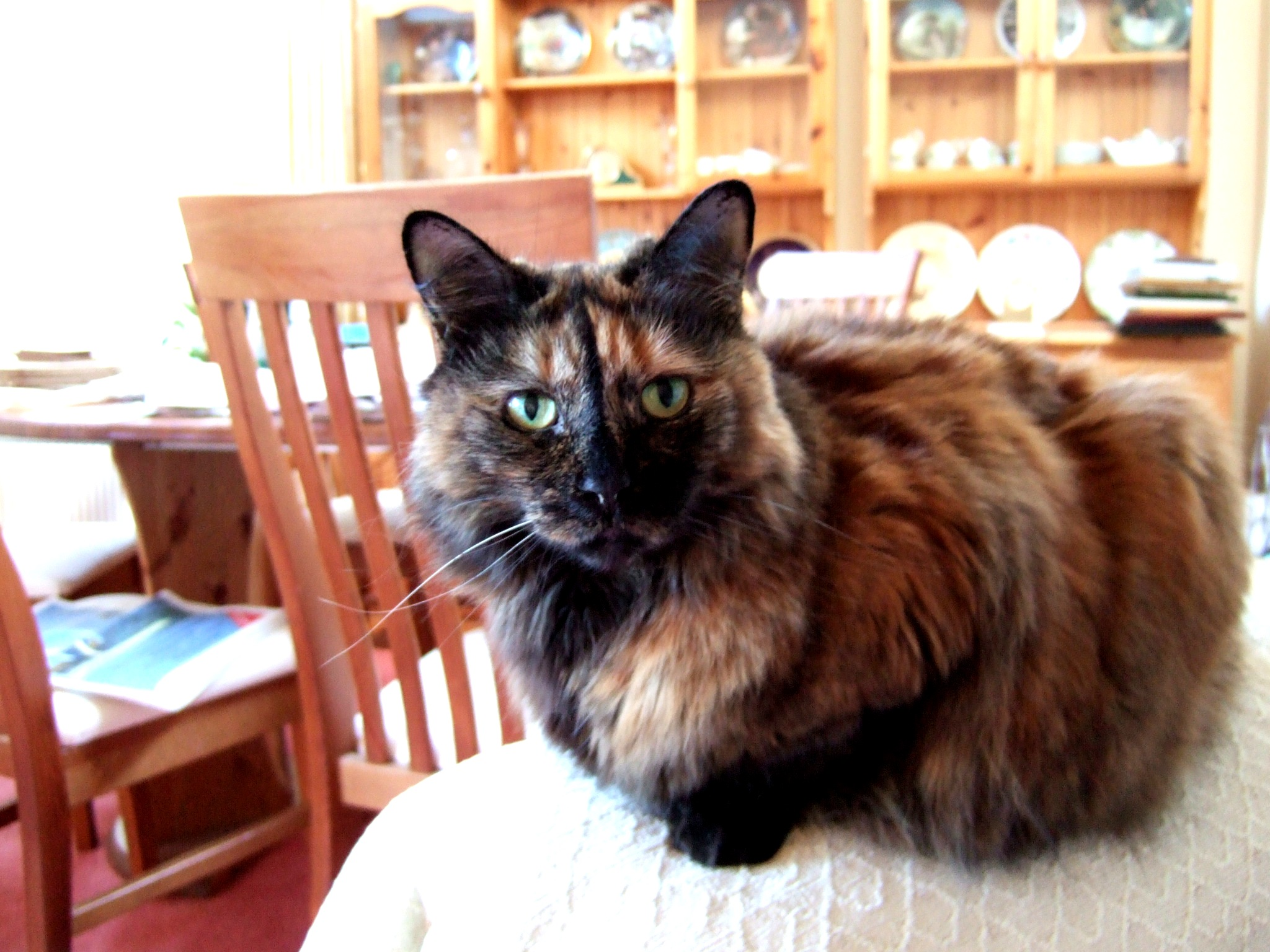
長毛玳瑁貓
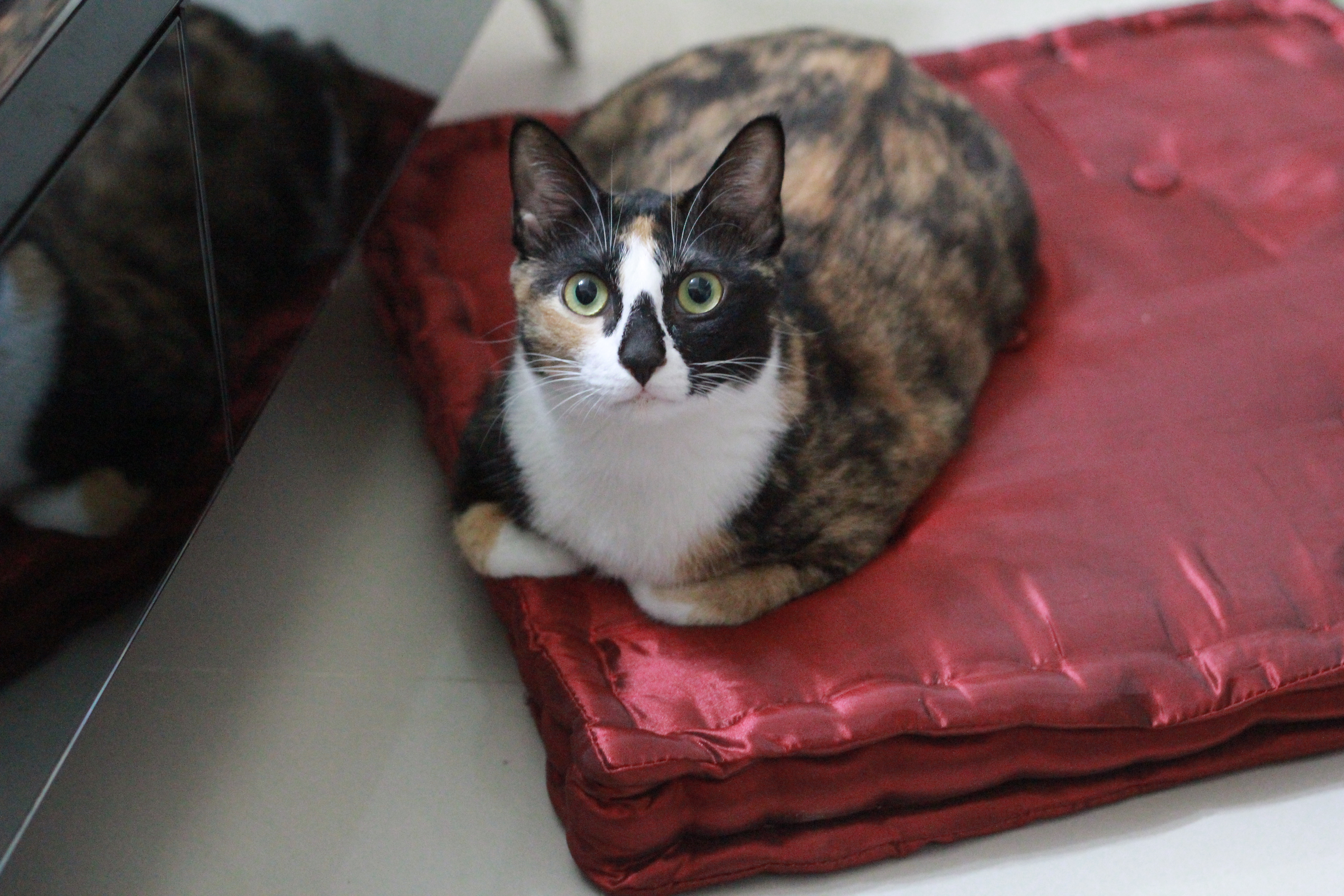
典型混白玳瑁貓
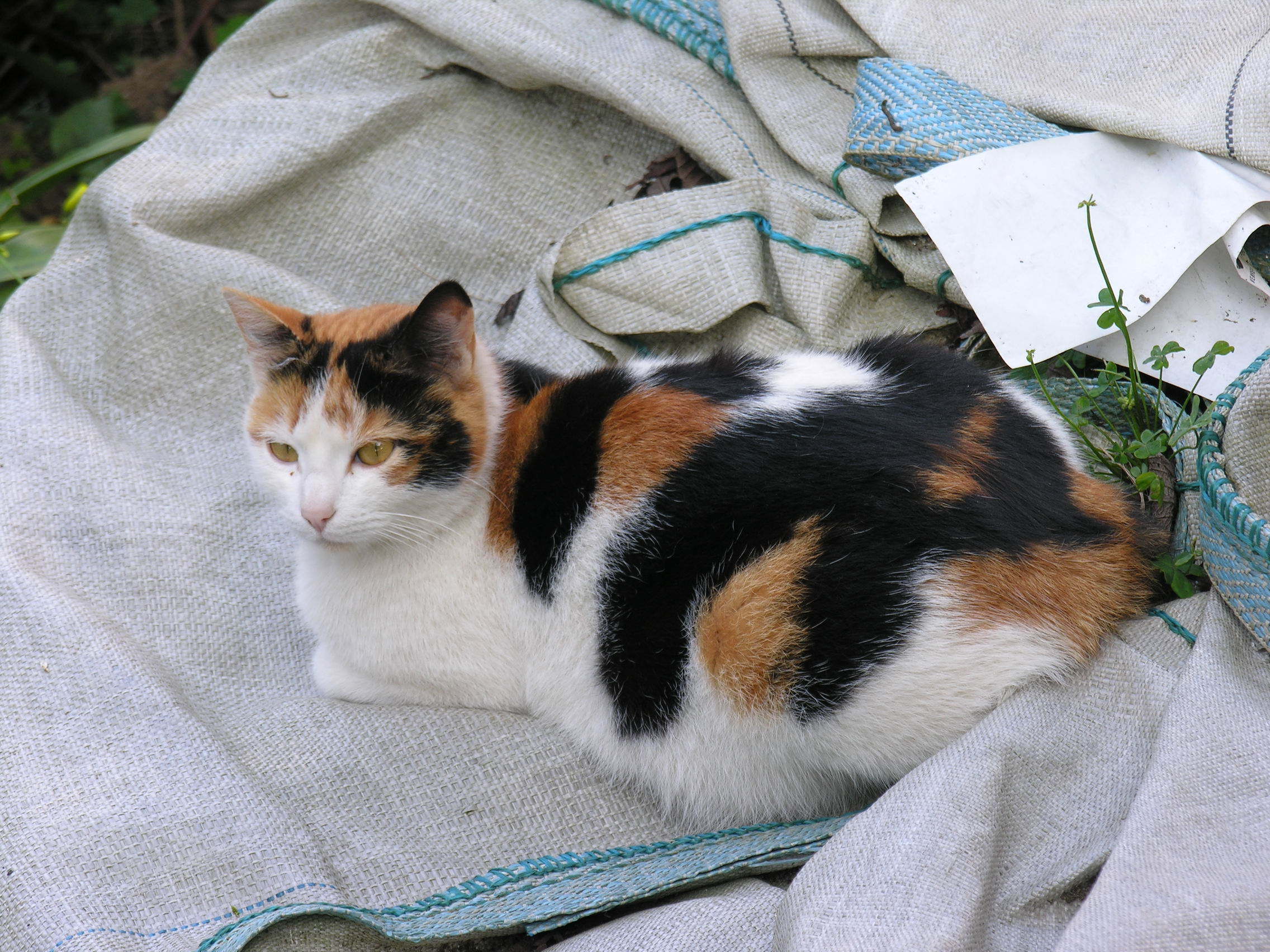
典型三色貓
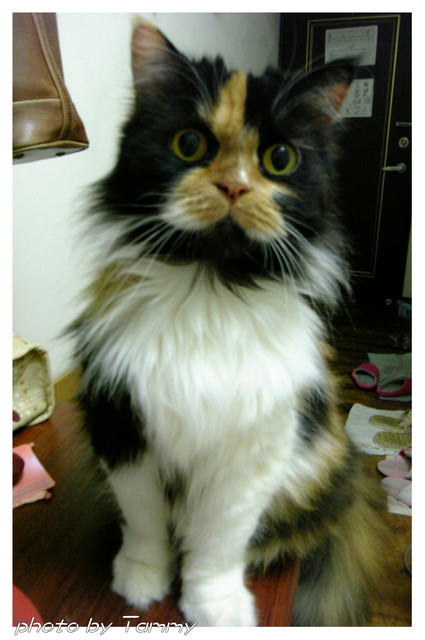
波斯三色貓

## 作品中的三色猫

### 小说与漫画
- 日本推理小說家赤川次郎的一個系列就以此為名（三毛猫シリーズ）。
- 日本推理小說家東川篤哉的作品「完全犯罪需要幾隻貓？」以此為主題撰寫。
- 日本輕小說家谷川流的作品「涼宮春日系列」中登場的公貓三味線就是這種類型的公貓。
- 日本漫畫家衫作的作品《為什麼貓都要當老大》中的三色公貓信長也是這類型的貓。
- 日本小說家夏目漱石的作品《我是貓》中作者自比，用來諷刺社會的無名貓也是這種類型的貓。
- 美國小說家Elizabeth Coatsworth的作品''The Cat Who Went To Heaven''中的母貓也是這類型的貓，並被主角日本畫師認為是好運的象徵。
- 夏目友人帳中，狐妖斑，也以此形象住在男主家中
- 日本漫畫家朝霧卡夫卡和同是漫畫家的春河35的作品「文豪Stray Dogs」中登場的角色夏目漱石的異能力〖我是貓〗，是能變身為三色貓。
- 日本漫畫家秋乃茉莉的作品《新恐怖寵物店》第12話中登場的棄貓朔夜也是這類型的公貓，並被飼主認為是好運的象徵。

### 动画
- 《猫愿三角恋》中的一只雄性三色猫，名字是与现实中的日本猫猫站长相同的小玉（Tama）。
- 《問題兒童都來自異世界》中，和春日部耀一同抵達箱庭的貓。
- 《鬼滅之刃》中，珠世飼養的茶茶丸為雄性三色貓。
- 《黑貓魯道夫》中的一只雄性三色猫名叫米克斯。

### 音樂
- K-POP組合BTS（防彈少年團）于2017年9月5日公開的新專輯「LOVE YOURSELF 承 Her 'Serendipity' Comeback Trailer」中曾引用到“三色貓”的概念。擔任作詞的隊長RM（金南俊）在歌詞中寫道"난 네 삼색 고양이, 널 만나러 온."（“我是你的三色貓，為遇見你而來”）表達了少年們對傾慕之人的悸動，以罕有的雄性三色貓，引出“我是你生命中，那罕有、獨特的人”。

## 参看
- 小玉